# ベリーズの鉄道
ベリーズの鉄道（ベリーズのてつどう）では、ベリーズにおける鉄道について記述する。
2023年の時点で、ベリーズに鉄道は存在しない。

## 概要

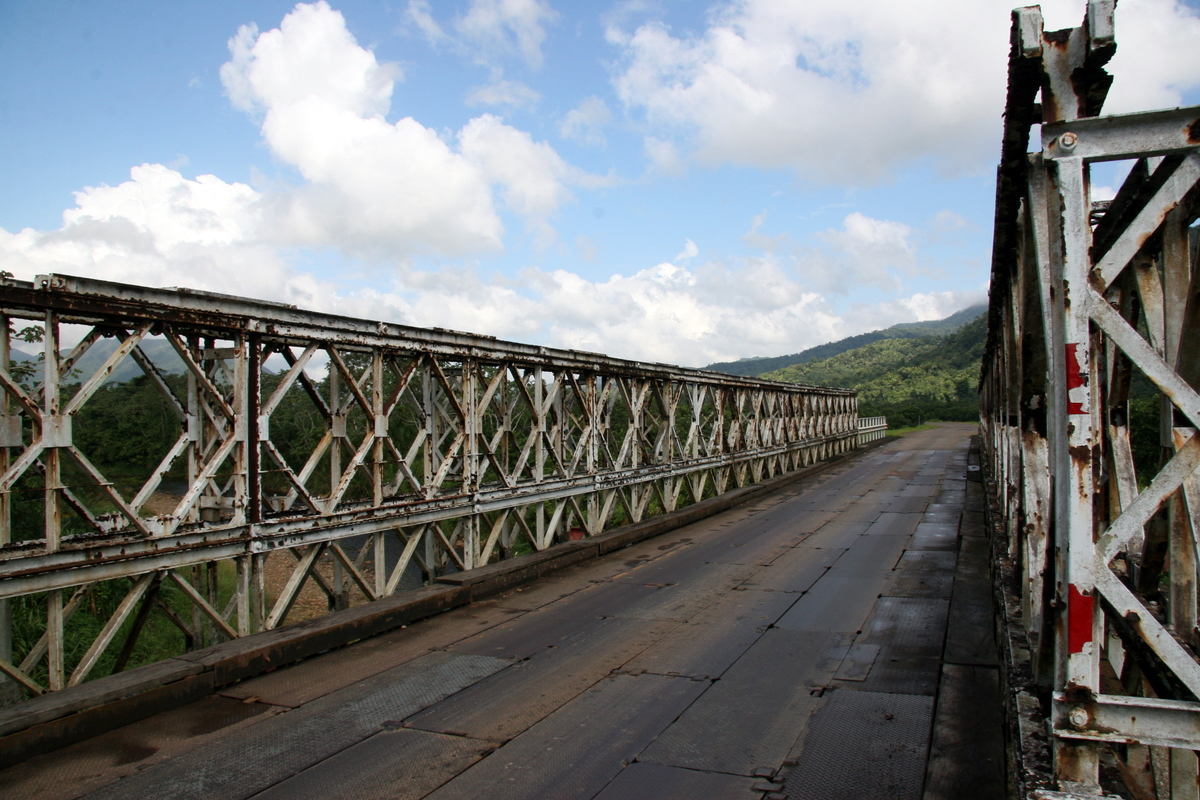
ハミングバード・ハイウェイにかかる古い鉄道橋

歴史上、唯一のベリーズの鉄道はユナイテッド・フルーツ社によって敷設されたスタン・クリーク鉄道で、スタン・クリーク州にあったミドルセックス農場とダンリガの港をつないでいた。この鉄道は軌間3フィート（914mm）の狭軌鉄道であり、1913年から1937年に廃止されるまで運行されていた。遺構の大部分は、ダンリガと首都ベルモパン間のハミングバード・ハイウェイに沿って、現在も目にすることができる。このハイウェイには古い鉄道橋がいくつも使われているが、道路の近代化に伴う改修によって徐々に姿を消しつつある。

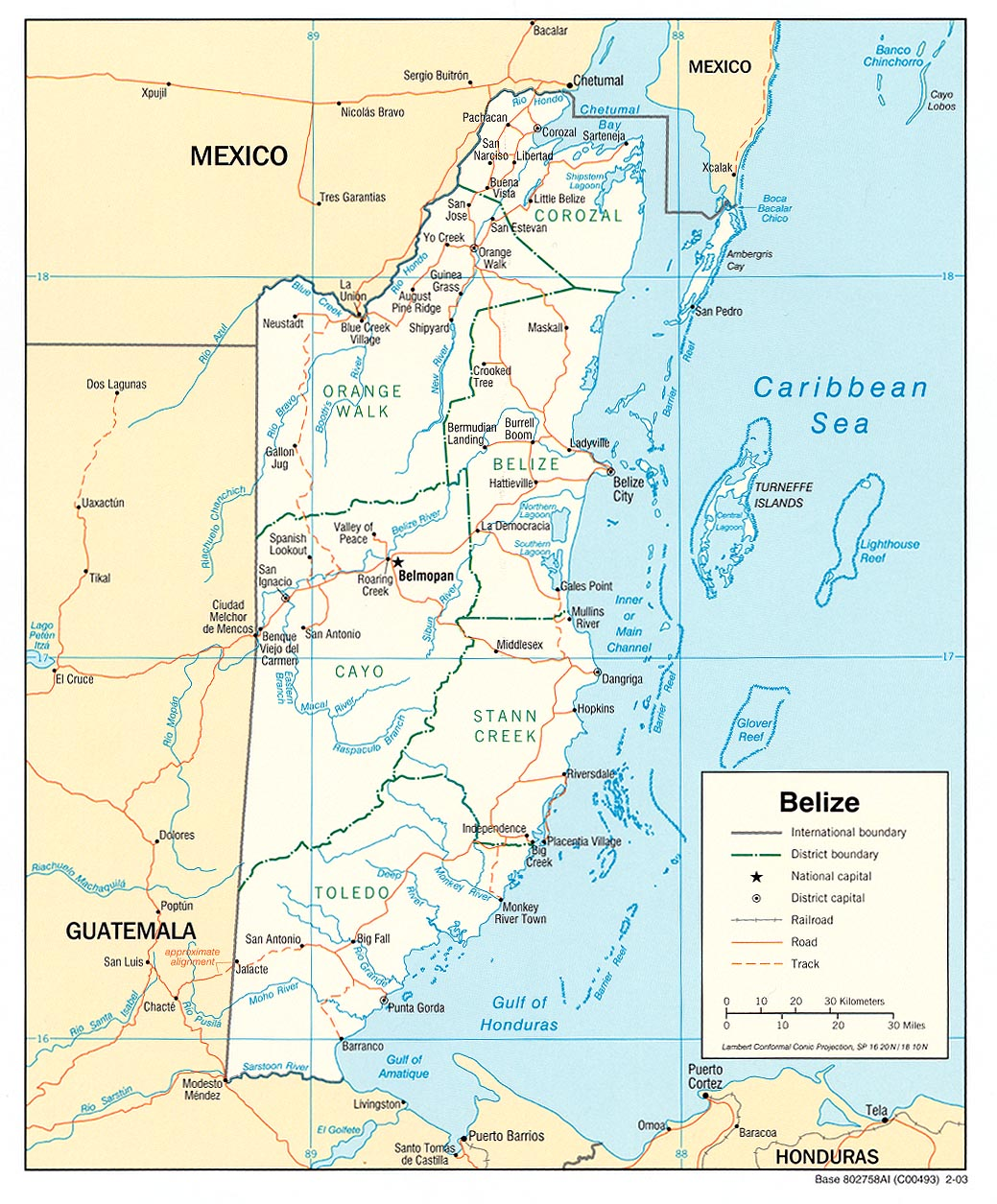
ベリーズの地図。ミドルセックスとダンリガ間に鉄道が敷設されていた

## 隣接国との鉄道接続状況
- メキシコ - 接続なし
- グアテマラ - 接続なし